# Josep Masriera

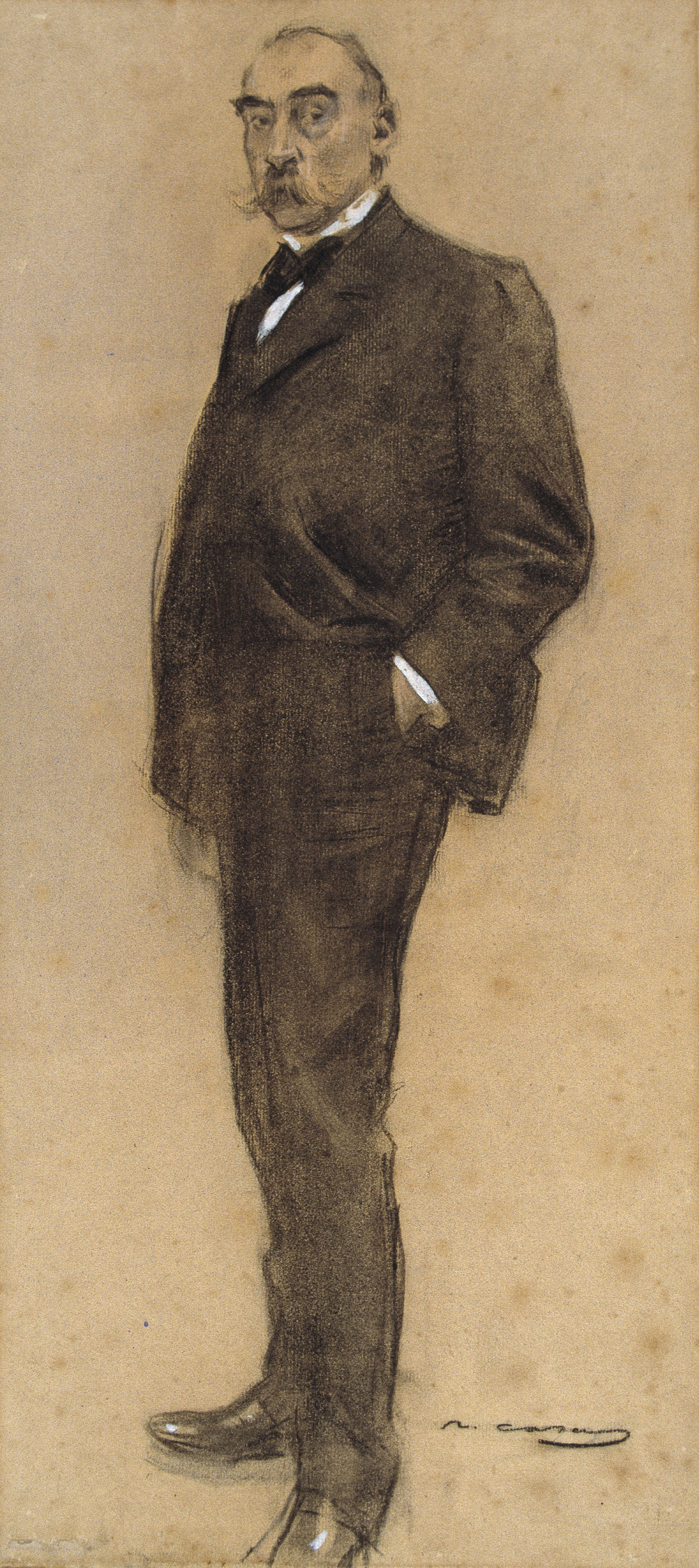
Josep Masriera (Porträt von Ramon Casas, MNAC)

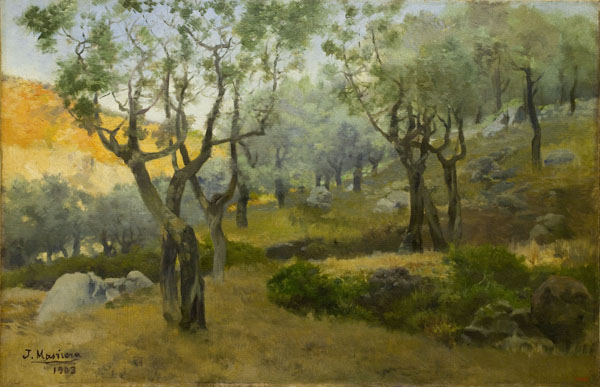
Josep Masriera: Landschaft (1903, MNAC)

Josep Masriera i Manovens (* 22. Januar 1841 in Barcelona; † 31. Januar 1912 ebenda) war ein katalanischer Landschaftsmaler, Goldschmied und Kunstschriftsteller. Er ist der Bruder des Malers und Goldschmieds Francesc Masriera.

## Leben und Werk
Als Goldschmied erhielt Masriera seine Ausbildung in der Werkstatt seines Vaters Josep Masriera i Vidal und in Paris, wo er die Gravur auf feinen Steinen lernte. Als Maler wurde er an der Barceloneser Llotja ausgebildet. Als Landschaftsmaler war er von Joaquim Vayreda und der Landschaftsmalereischule von Olot beeinflusst. Er arbeitete in seinen Landschaftswerken insbesondere Details heraus. Besonders häufig thematisierte er die Landschaft um Llavaneres. Er nahm an Ausstellungen unter anderem in Barcelona, Madrid, Saragossa, München, Berlin und Paris teil. Er wurde Mitglied der Acadèmia de Ciències i Arts von Barcelona und der Acadèmia de Belles Art de Sant Jordi. Er war Präsident des Cercle Artístic, der Künstlervereinigung von Barcelona seit 1889. 
Als Kunstschriftsteller veröffentlichte er Biografien von Künstlern seiner Vorgängergeneration wie die von Lluís Rigalt i Farriols (1894, seinem Lehrer an der Llotja in Barcelona), Claudio Lorenzale (1895), Francisco Miquel y Badia (1900) sowie Schriften zur Ästhetik wie Influencia del estilo japonés en las artes europeas (1885, Der Einfluss des japanischen Stils auf die europäischen Künste). 

## Wertung
Josep Masrieras Karriere und Bedeutung als Künstler war eng mit der seines Bruders Francesc verbunden. Josep Masriera und sein Bruder Francesc waren “Kaziken”, eine Art Anführer der Eingeweihten der damaligen katalanischen Malerei.